# Volvo Rondneus
De Volvo Rondneus, oftewel de Volvo LV120- tot LV150- en de L220- tot L245-series, is een middelzware vrachtwagen, geproduceerd door het Zweedse Volvo tussen 1939 en 1954.

## Introductie
De Rondneus werd in het najaar van 1939 geïntroduceerd, aan de vooravond van de Tweede Wereldoorlog. De wagen werd aanvankelijk geleverd in drie uitrustingsniveaus. De kleinste LV120-serie heeft dezelfde zijklepmotor als de Spitsneus. De grotere LV125-serie en de sterkere LV130-serie hebben de kopklepmotor uit de LV90-serie.

## Evolutie
Tijdens de oorlog zijn er veel modellen uitgevoerd met houtgasgenerator. In 1944 kwam de LV140-serie met de grotere FE-motor beschikbaar. In 1946 kwam de Rondneus met een dieselmotor op de markt, de LV150-serie met de indirect ingespoten VDA-motor. Rond 1950 is de hele serie gemoderniseerd: de LV120-serie werd de L220-serie met de sterkere ED-motor, de LV140-serie werd de L230-serie met de verbeterde A6-motor en de LV150-serie werd de L245-serie met de direct ingespoten VDC-motor.

## Motoren
| Model     | Jaren       | Motor                              | Cilinderinhoud | Vermogen | Brandstofsysteem   | Brandstof         |
| --------- | ----------- | ---------------------------------- | -------------- | -------- | ------------------ | ----------------- |
| LV120-123 | 1940 - 1949 | EC: zescilinder zijklep lijnmotor  | 3670 cm³       | 86 pk    | Enkele carburateur | Benzine           |
| LV125-138 | 1939 - 1950 | FC: zescilinder kopklep lijnmotor  | 4394 cm³       | 90 pk    | Enkele carburateur | Benzine           |
| LV125-138 | 1939 - 1945 | FCH: zescilinder kopklep lijnmotor | 4394 cm³       | 90 pk    | Hesselmanmotor     | Benzine en diesel |
| LV140-148 | 1944 - 1951 | FE: zescilinder kopklep lijnmotor  | 4703 cm³       | 105 pk   | Enkele carburateur | Benzine           |
| LV151-154 | 1946 - 1949 | VDA: zescilinder kopklep lijnmotor | 6126 cm³       | 95 pk    | Dieselmotor        | Diesel            |
| L221-224  | 1950 - 1954 | ED: zescilinder zijklep lijnmotor  | 3670 cm³       | 90 pk    | Enkele carburateur | Benzine           |
| L231-234  | 1951 - 1954 | A6: zescilinder kopklep lijnmotor  | 4703 cm³       | 105 pk   | Enkele carburateur | Benzine           |
| L246-249  | 1950 - 1953 | VDC: zescilinder kopklep lijnmotor | 6126 cm³       | 100 pk   | Dieselmotor        | Diesel            |

## Galerij

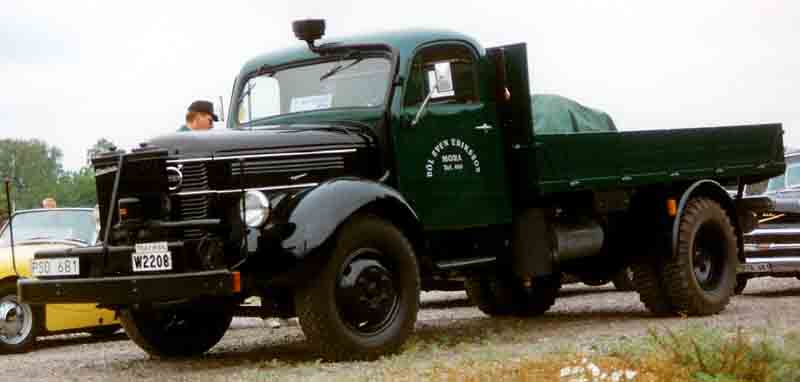
Volvo LV142 met houtgasgenerator, 1946
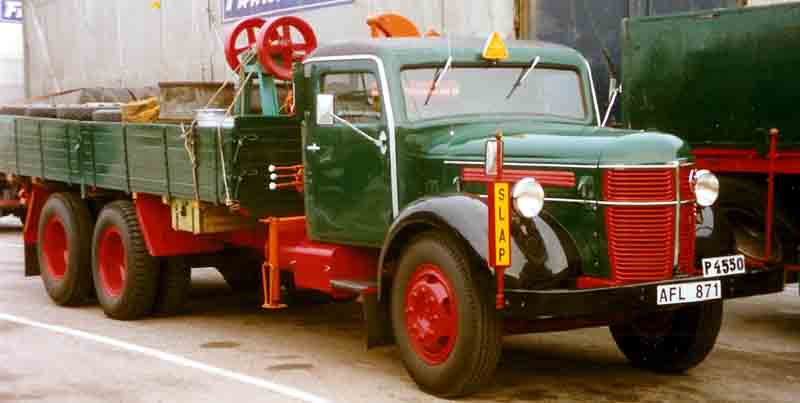
Volvo LV154, 1948
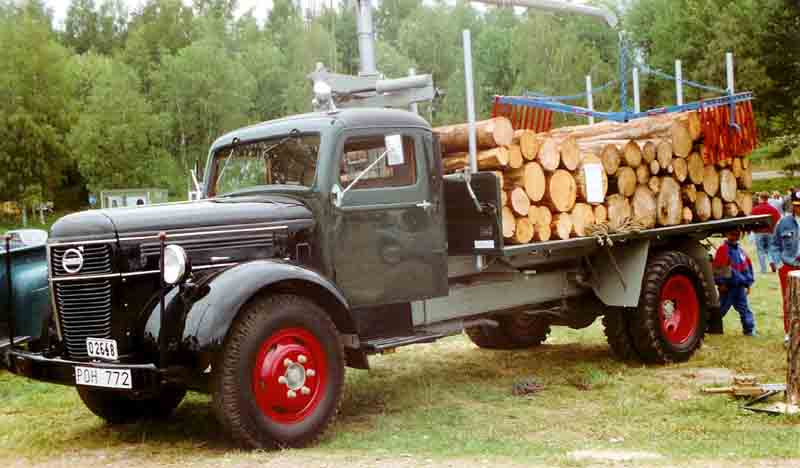
Volvo L223 in de bosbouw, 1950
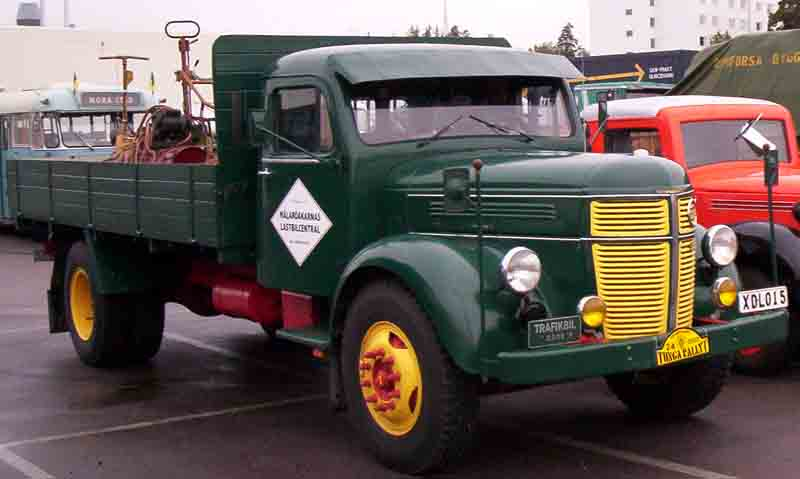
Volvo L249, 1953